# 弗吉尼亚州议会大厦
弗吉尼亚州议会大厦（英語：Virginia State Capitol）是弗吉尼亚州州政府与州议会的所在地，位于州府里奇蒙。该建筑最初由托马斯·杰斐逊与Charles-Louis Clérisseau在法国构想。1788年，大厦完工。由于多次火灾，现行建筑经历8次重建与翻修。20世纪初，大厦两侧增加了两座裙房。1960年，列入美国国家历史名胜。